# NGC 4012
NGC 4012 је спирална галаксија у сазвежђу Девица која се налази на NGC листи објеката дубоког неба.
Деклинација објекта је + 10° 1' 18" а ректасцензија 11h 58m 27,5s. Привидна величина (магнитуда) објекта NGC 4012 износи 13,5 а фотографска магнитуда 14,3. NGC 4012 је још познат и под ознакама UGC 6960, MCG 2-31-6, CGCG 69-9, PGC 37686.